# Eisenbahnunfall von Kédange
Der Eisenbahnunfall von Kédange war ein Auffahrunfall mit anschließendem Großbrand, der sich am 4. September 1945 im Bahnhof von Kédange (heute: Kédange-sur-Canner), in Lothringen, Frankreich, ereignete. 39 Menschen kamen dadurch zu Tode.

## Unfallhergang
Im Bahnhof Kédange, im französischen Abschnitt der Bahnstrecke Völklingen–Thionville, hielt auf einem Überholungsgleis ein Güterzug, um einen Militärtransport vorbei zu lassen. Dieser Militärzug bestand aus acht besetzten Personenwagen, anschließend vier leeren Wagen und weiter anschließend Kesselwagen, in denen eine brennbare Flüssigkeit (wahrscheinlich Treibstoff) transportiert wurde.
Aufgrund eines Fehlers des Mitarbeiters im Stellwerk wurde auch der Militärzug in das noch von dem Güterzug belegte Überholungsgleis geleitet. Die Züge kollidierten und Feuer brach aus, das trotz der leeren Schutzwagen auf die besetzten Personenwagen übergriff.

## Folgen
39 Menschen starben, 34 wurden darüber hinaus verletzt.